# Greatest Hits Vol. 1 (album av Johnny Cash)
Greatest Hits Vol. 1 utkom 1967 och är ett samlingsalbum av den amerikanska countrysångaren Johnny Cash, utgivet på Columbia. Den innehåller även hans då nya inseplning av  "Jackson", en duett med June Carter. Låten låg även på Carryin' On with Johnny Cash and June Carter som kom i augusti samma år.

## Spår
1. "Jackson" (Billy Ed Wheeler, Gaby Rogers) – 2:48
2. "I Walk the Line" (Cash) – 2:37
Från I Walk the Line (1964)
3. "Understand Your Man" (Cash) – 2:45
Från I Walk the Line (1964)
4. "Orange Blossom Special" (Ervin T. Rouse) – 3:08
Från Orange Blossom Special (1965)
5. "The One on the Right is on the Left" (Jack Clement) – 2:50
Från Everybody Loves a Nut (1966)
6. "Ring of Fire" (Merle Kilgore, June Carter) – 2:39
Från Ring of Fire: The Best of Johnny Cash (1963)
7. "It Ain't Me, Babe" (Bob Dylan) – 3:04
Från Orange Blossom Special (1965)
8. "The Ballad of Ira Hayes" (Peter La Farge) – 4:11
Från Bitter Tears: Ballads of the American Indian (1964)
9. "The Rebel – Johnny Yuma" (Richard Markowitz, Andrew Fenady) – 1:54
Från Ring of Fire: The Best of Johnny Cash (1963)
10. "Five Feet High and Rising" (Cash) – 1:49
Från Songs of Our Soil (1959)
11. "Don't Take Your Guns to Town" (Cash) – 3:01
Från The Fabulous Johnny Cash (1959)

## Listplaceringar
Album - Billboard (Nordamerika)
| Årtal | Lista        | Topplacering |
| ----- | ------------ | ------------ |
| 1967  | Countryalbum | 1            |
| 1967  | Popalbum     | 82           |

Singlar - Billboard (Nordamerika)
| Årtal | Singel    | Lista          | Topplacering |
| ----- | --------- | -------------- | ------------ |
| 1967  | "Jackson" | Countrysinglar | 2            |